# Alvsburgo (condado)

Brasão do antigo condado de Alvsburgo

Älvsborg (em sueco: Älvsborgs län) foi um condado da Suécia até 31 de dezembro de 1997 quando foi unido aos condados de Skaraborg e Gotemburgo e Bohuslän para formar o atual condado da Västra Götaland. O condado consistia da província histórica de Dalsland e da parte central da província da Västergötland.
Pouco mais de metade do seu território estava coberta por florestas, sendo o resto ocupado por planícies férteis 
com importante cultivo de forragens, criação de vacas e indústrias de lacticínios. 
A sua capital era Vänersborg, havendo ainda a destacar outras cidades como Trollhättan, Alingsås e Borås.

## Lista de governadores
- David Makeléer (1693-1708)
- Axel von Faltzburg (1708-1710)
- Anders Sparrfelt (1710-1716)
- Gustaf Fock (1716-1725)
- Olof Gyllenborg (1725-1733)
- Johan Palmfelt (1733-1739)
- Axel Erik Roos (1740-1749)
- Carl Broman (1749-1751)
- Adolf Mörner (1751-1756)
- Johan Råfelt (1756-1763)
- Mauritz Posse (1763-1769)
- Sven Cederström (1769-1775)
- Michaël von Törne (1775-1785)
- Fredric Lilliehorn (1785-1809)
- Johan Adam Hierta (1810)
- Lars Hierta (1810-1815)
- Per Adolph Ekorn (1816-1817)
- Carl Georg Flach (1817-1825)
- Paul Sandelhjelm (1825-1850)
- Bengt Carl Bergman (1851-1858)
- Eric Sparre (1858-1886)
- Wilhelm Lothigius (1886-1905)
- Karl Husberg (1905-1922)
- Axel von Sneidern (1922-1941)
- Vilhelm Lundvik (1941-1949)
- Arvid Richert (1949-1954)
- Mats Lemne (1955-1970)
- Gunnar von Sydow (1970-1978)
- Göte Fridh (1978-1991)
- Bengt K.Å. Johansson (1991-1997)